# Digestato

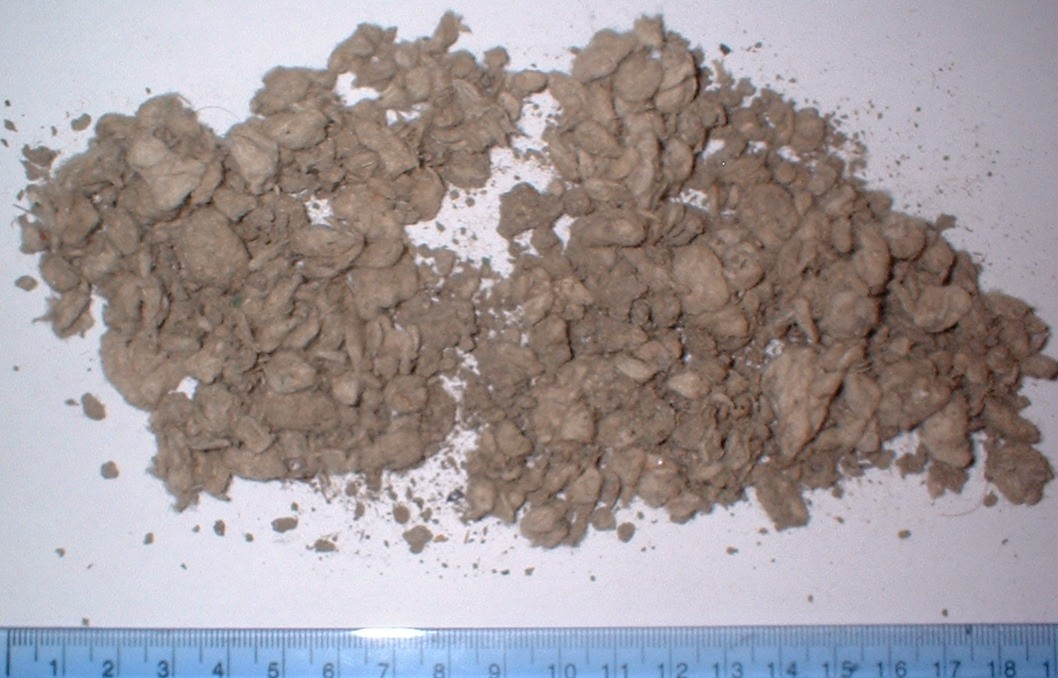
Digestato acidógeno producido a partir de residuos municipales mixtos

El digestato es el material que queda tras la digestión anaeróbica (descomposición en condiciones de poco oxígeno) de una materia prima biodegradable. La digestión anaerobia produce dos productos principales: digestato y biogás. El digestato se produce tanto por acidogénesis como por metanogénesis y cada uno tiene características diferentes. Estas características se derivan de la fuente original de la materia prima, así como de los propios procesos.

## Digestato metanogénico

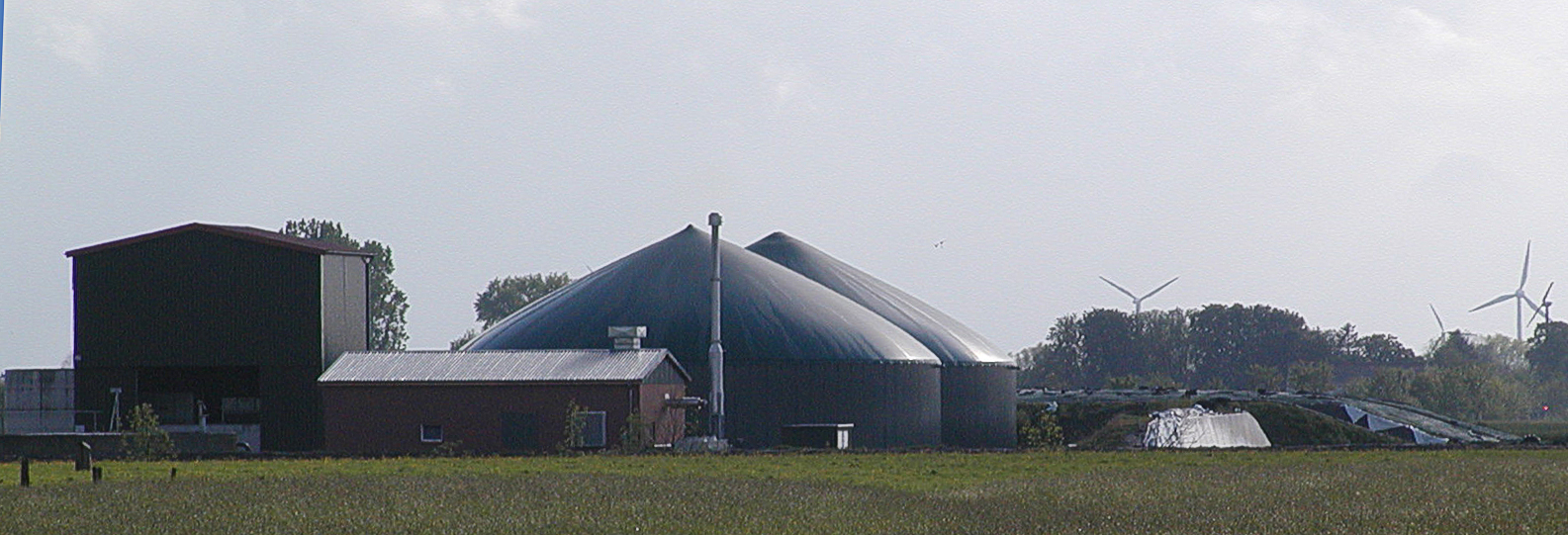
Planta de biogás en Neuhaus (Oste) con las tapas de los contenedores estancas al gas